# 思春期美少女合体ロボ ジーマイン
『思春期美少女合体ロボ ジーマイン』（ししゅんきびしょうじょがったいロボ ジーマイン）は、1999年2月25日に発売されたOVA作品。全6巻。

## 解説
サンライズ初のOVAオリジナル作品。美少女＋メカという2大オタク要素が特徴で、ロボットアニメのエッセンスを盛り込んでいるほか、ラブコメや家族愛などの人間ドラマも随所に盛り込んでいる。ラストには続編を匂わせるカットが導入されたが、続編製作には至っていない。

## ストーリー
西暦1976年。突如浅草に無機生命体オーガピエンスが出現、地球に対して攻撃を開始した。オーガピエンス率いるオーガソルジャーに対抗できるのは，月面で発見された「ジーデヴァイス」の設計図をもとに開発された巨大ロボット・ジーマインしかない。花川戸家の長女･あやめは謎の青年･甲児の導きによってジーマインを起動させ、オーガソルジャーと戦うことになる。

## キャスト
- 花川戸あやめ（声：浜野ゆうき）

花川戸姉妹の長姉。本作の主人公でもある。
- 花川戸れんげ（声：浅野まゆみ）

花川戸姉妹の次女。
- 花川戸すみれ（声：三浦七緒子）

花川戸姉妹の三女。
- 花川戸さつき（声：伊藤栄味子）

花川戸姉妹の末妹。途中から姉達と共にジーマインに搭乗することになる。
１２年前の横須賀襲撃の際は母のゆりこと自宅内におり、オーガソルジャーの破片が直撃して母子共に死んだかに思われたが、炎上する家屋から少し離れた草むらで泣いているところを辰之助に発見されている。
梅乃とたばこ屋のおばあさんが話している内容から、自分は辰之助と琴の子供ではないということに気が付き、琴を問い詰めるもショックを受けて家を飛び出してしまう。オーガピエンスにさらわれて基地内で見せられた立体映像で琴のお百度参りをする姿を見て、最初は変なことをしていても実の母ではないから関係ないという態度をとったが、助けにきたあやめにお百度参りをするくらい心配して、自分たちの事ばかり考えてくれる母がいるんだと説かれ、考えを改める。
母・ゆりこと思しき姿をした幽霊のようなものが身体から抜け出すようになって以降、急な眠気に襲われるようになった。６話では目を覚ました時に第４コックピットに乗り込んでいた。
- あきら（声：石田彰）

あやめ達の従兄弟。顔は父親譲り。『勇者ライディーン』を視聴している姿が見られた。
- 辰之助（声：緒方賢一）

あきらの実父で、あやめ達の伯父。12年前、妹のゆりこに家族で横須賀基地へと招待されたが、出現したオーガソルジャーの攻撃で、妹夫妻を亡くし、孤児となった姪４人を引き取った。４人から「おとうちゃん」と呼ばれている。典型的な江戸っ子の親父。ペキンパーを「ペンキ屋」と呼んだり、横文字を正しく言わない。
- 花川戸琴（声：峰あつ子）

辰之助の妻。引き取った４姉妹からは「おかあちゃん」と呼ばれ、実の親と同じように慕われている。
さつきがオーガピエンスにさらわれてしまったときには無事を祈るため、お百度参りをする姿が見られた。
- 梅乃（声：田中真弓）

あやめ達の祖母。辰之助・ゆりこの母。娘たちに反発する辰之助とは違い、孫たちの味方になってサポートをしてくれる。最終回ではれんげとすみれをサイドカー付きのバイクでジーベースまで送り届けている。そのせいで違反切符を切られてしまったことが本人の口から語られている。
- ジム･ペキンパー（声：加藤精三）

地球防衛組織の長官。かつてジーマインを起動させたロバート・コーン博士の娘であるあやめ達にジーマインでオーガピエンスと戦うように頼んできた。姉妹の父親のことを良く知っており、彼女たちとジーマインの因縁について話す。
れんげが勝手に各マシンの名称や合体コールサインを決めたことには基本否定的で、現場が非常に混乱してしまうと頭を抱えており、「アニメの見すぎ」とぼやいている。しかし、最終回ではれんげの付けた名称で戦闘指揮をする姿がみられた。（ただし、緊急時での士気が高まるからと本人が説明している。）
組織内では「閣下」を付けて呼ばれている。辰之助からは「ペンキ屋」と呼ばれたことから、一番年下のさつきからは「ペンキ屋のおじさん」と呼ばれている。
- ゆりこ（声：渡辺美佐）

花川戸姉妹の実母。故人。高校卒業後、アメリカの大学に留学。留学先でロバートと出会って結婚。１２年前のオーガピエンスによる横須賀襲撃で夫・ロバートが操縦するジーマインが倒したオーガソルジャーの破片が家屋に直撃し、帰らぬ人となった。オーガソルジャーが出現してから横須賀基地では警報が鳴り響いていたが、ゆりこはヘッドホンで音楽を聴きながら夕食の支度をしていたためにそれに気づくことができなかった。ジーマイン戦闘時、ゆりこの姿をした女性の幽霊らしきものが何度も娘たちを救うような行動をみせ、さらには娘のさつきの体から幽霊のような姿で現れるようになる。ペキンパーの考えでは母親の思念がエネルギー化され、さつきの体内に残留しているかもしれないとのことだったが、本編中でそれ以上に正体について詳しく語られることはなかった。
- ロバート・コーン博士

あやめ達の実父。故人。科学者でアメリカの大学で教鞭を取っていた時にゆりこと結婚。大学を辞めてからアメリカ軍で働くようになり、１２年前に横須賀基地に一家で赴任。ジーマインは完成した当初、ピクリとも動かなかったが、ロバートが調査のためコックピットに乗り込んだところ、彼のDNAパターンにジーマインが反応して初めて起動することができた。他の優秀なパイロット候補を乗せても起動できないため、オーガピエンスが横須賀を襲撃した際にはパイロットとして出撃するほかなく、自ら決断してオーガソルジャーとの闘いに赴いたとペキンパーから語られている。
オーガソルジャーの攻撃によってジーマインと共に東京湾に沈んだと思われる。死亡する直接的な描写はないため、消息不明とは思われる
- 甲児（声：伊藤健太郎）

あやめを救う謎の青年。第１話で彼がジーマインへとあやめを導いた。モーターボートからあやめを抱えたまま息も切らさず橋に飛び移ったり、あやめ達を救う際に空間跳躍を行うなど、人間離れした行動を見せる。あやめ達を守る目的で第４話から近所の蕎麦屋「更科」で出前配達や皿洗いなどアルバイトをしている姿が見られる。
その正体は未来の地球で人類殲滅作戦の先兵としてオーガピエンスが製造したクローンサイボーグ・MC3088056である。本来の役目は人類の中に潜入してオーガピエンス側に人間に関する情報を集めることであったが、人類側に捕らえられて記憶を移し替えられたことでジーマインのパイロットを守る者となり、過去へと送り込まれた。
甲児という名前はあやめに名前を尋ねられた時、あやめの背後に貼られていた『マシンガンΣ』というポスターに書かれていた「闘え甲児！！」という文字から取った。

## 登場メカ
ジーマイン
月で発見されたプレート「ジーデヴァイス」の情報を元に製作された対オーガピエンス用戦闘ロボット。物語初頭はパーツごとに分離した状態で東京湾に沈んでおり、それをアメリカ軍が回収するシーンから始まっている。その後、回収されたZ-1にあやめが偶然乗り込み、オーガピエンスとの戦闘を開始した。そのときに他の2機のパーツを呼び寄せてジーマインに合体している。
「ジーフォーメーション･スタート」のコールでフォーメーションをとり、それぞれのロボが変形、合体する。そのときにZ-1の操縦桿が変形し、コックピットのコンソール等がジーマイン用に入れ替わる。第1話ではあやめが単独で操縦したが、第2話以降はれんげとすみれがパイロットに加わっている。終盤、合体後の余剰スペースから出現した第4コックピットにさつきが搭乗する事でフルパワーを発現することが可能になった。
武器は腕に装備しているブレードを起こし、回転しながら下腕を射出する「ジーナックル」、背中のウイングを取り外して敵に投げつける「ジーブーメラン」、膝から取り出す二振りの斧「ジートマホーク」、腿に内蔵された連射式キャノン砲「ジーキャノン」など。なお、「ジーマイン」の「ジー」は英単語の「Z」であるが、本来の発音である「ズィー」ではなく、あえて「ジー」と読ませている。
Z-1 マインアタッカー
あやめが乗るコアロボット。第1話から登場。偶然乗り込んだあやめのDNAに反応して起動し、侵略を再開したオーガピエンスに対し戦闘を行った。武器は両腕から出現する両刃の剣「マインブレード」。ジーマイン時には頭部と胸部を担当。
Z-2 マインバトラー
第2話で起動したれんげが操縦するコアロボット。武器は両腕が変形し、連射砲になる「マインキャノン」。ジーフォーメーション時には腕部と腰部に分離し、合体する。なお、マインキャノンは合体後、ジーキャノンとして使用される。
Z-3 マインクラッシャー
すみれが操縦するコアロボットで、第2話で起動。武器は両肩から照射される音波兵器「マインソニック」。ジーマインの両脚を担当する。最初、Z-2とZ-3は、2人が搭乗しても動かす事ができなかったが、2人のDNAに反応したため、操縦できるようになった。

ジーベース
ジーマインをサポートするために建造された潜水艦タイプの移動基地。各コアロボットを格納し、修理や補給をおこなうほか、ミサイルランチャーや機関砲などの武装も搭載している。最終話では窮地に陥ったジーマインを救うために特攻した。

## オーガピエンス
未来から来た謎の無機生命体。身体の構成は流動体であり、バラバラになっても再生できるため通常の武器では歯が立たない。戦艦やミサイル･戦闘マシン（オーガソルジャー）などに溶け込み攻撃する。過去の地球を狙う理由などは最後まで明らかにされなかった。

## スタッフ
- 企画：サンライズ
- 原作：矢立肇
- 監督：松村やすひろ
- 監督補：たかせせつお
- シリーズ構成：五武冬史
- キャラクターデザイン：波丸鴨
- メカニカルデザイン：青木健太
- 美術デザイン：青木智由紀
- 総作画監督：渡辺和夫
- 美術監督：鈴木和彦
- 色彩設計：木原悦郎
- 撮影監督：小澤次雄
- 編集：船見康恵
- 音響監督：清水勝則
- 音楽プロデュース：井上俊次（AYERS）
- 音楽：信田かずお
- プロデューサー：長谷川徹（サンライズ）、松本健（バンダイビジュアル）
- アニメーション制作：酒井明雄、イマジン
- 著作製作：サンライズ、バンダイビジュアル

## 各話リスト
| 話数 | サブタイトル              | 脚本     | 絵コンテ                                  | 演出         | 作画監督 | メカ作監     |
| ---- | ------------------------- | -------- | ----------------------------------------- | ------------ | -------- | ------------ |
| 1    | さくら空 鋼鉄の生命体出現 | 五武冬史 | 松村やすひろ 菊池一仁                     | たかせせつお | 渡辺和夫 | 渡辺和夫     |
| 2    | 家族愛 12年目の戦い       | 五武冬史 | さかいあきお                              | さかいあきお | 広田知子 | 青山正宣     |
| 3    | 母の祈り 電磁檻のさつき   | 五武冬史 | 綴爆                                      | たかせせつお | 高橋晃   | 高橋晃       |
| 4    | 発見 謎の第4コックピット  | 五武冬史 | 松村やすひろ きみやしげる 郷敏治 千明孝一 | きみやしげる | 広田知子 | 青山正宣     |
| 5    | 驚異 ジーマインMAXパワー  | 五武冬史 | 佐藤洋行                                  | 佐藤洋行     | 渡辺和夫 | 青山正宣     |
| 6    | 哀切 虚空に散りゆくひと   | 五武冬史 | 菊池一仁 松村やすひろ さかいあきお        | 松村やすひろ | 渡辺和夫 | 青山まさのり |

## 主題歌
- OP「乙女の祈り」（作詞：椎名可憐 作曲・編曲：信田かずお 歌：岩永雅子）
- ED「rouge/赤」（作詞：椎名可憐 作曲：千沢仁 編曲：信田かずお 歌：岩永雅子）

## ビデオ、DVD
ビデオとDVDが同時発売。
- 第1話「さくら空 鋼鉄の生命体出現」1999年2月25日発売
- 第2話「家族愛 12年目の戦い」1999年3月25日発売
- 第3話「母の祈り 電磁檻のさつき」1999年4月25日発売
- 第4話「発見 謎の第4コックピット」1999年5月25日発売
- 第5話「驚異 ジーマインMAXパワー」1999年6月25日発売
- 第6話「哀切 虚空に散りゆくひと」1999年7月25日発売